# Three Corners Ekombe
Pour les articles homonymes, voir Ekombe.
Three Corners Ekombe (ou Ekombe Three Corners) est une localité du Cameroun, située dans l'arrondissement de Bamusso, le département du Ndian et la Région du Sud-Ouest.

## Population
En 1972, on y a dénombré 321 personnes, principalement des Ekombe, du groupe Oroko.
Lors du recensement national de 2005, Three Corners Ekombe comptait 358 habitants.
Une étude de terrain de 2011 y a dénombré 936 personnes